# Yscansé
Yscansé, también escrito como Yscanzé, Yscanse, Iscansé, Iscancé, Isccansé o Iscanse.
Yscansé, según la tradición oral de las comunidades indígenas del Macizo colombiano fue un cacique Inca que lideraba una población de indígenas que hablaban Quechua (Yanaconas) y que se establecieron cerca del sitio hoy conocido como Descanse a finales del siglo XVI.

### Sitios geográficos que llevaban el nombre Yscansé o alguna de sus variaciones
- Provincia de Iscancé, nombre dado en la época del Virreinato de Nueva Granada en el siglo XVI a la región andina de Colombia entre Almaguer y Timaná, hoy conocida como Macizo Colombiano. [2]

- Iscansé, antiguo nombre del corregimiento de Descanse, una población ubicada en la Bota Caucana, mencionado en varios reportes históricos con los nombres de Yzcanzé, Yscansé, Dizcanzé, Discansé y Descanse[3].

- San Juan de Iscancé , población ubicada en el Valle de Iscancé en el macizo colombiano en el municipio de San Sebastian (Cauca) que cambió su nombre a San Juan de El Rosal en el año 1710 [4]

- Valle de Iscancé, valle en el macizo colombiano donde se ubica la población de El Rosal.

- Páramo de Iscansé , antiguo nombre del Páramo de las Papas según diario de Alejandro Von Humboldt [5]

- Río Iscancé, antiguo nombre dado al río Caquetá en el macizo colombiano[6].